# Leinzell
Leinzell è un comune tedesco di 2 083 abitanti situato nel land del Baden-Württemberg.